# Chanzeaux
Chanzeaux és un municipi francès situat al departament de Maine i Loira i a la regió de País del Loira. L'any 2007 tenia 1.056 habitants.

## Demografia

### Població
El 2007 la població de fet de Chanzeaux era de 1.056 persones. Hi havia 392 famílies de les quals 97 eren unipersonals (57 homes vivint sols i 40 dones vivint soles), 125 parelles sense fills, 146 parelles amb fills i 24 famílies monoparentals amb fills.
La població ha evolucionat segons el següent gràfic:
Habitants censats

### Habitatges
El 2007 hi havia 448 habitatges, 403 eren l'habitatge principal de la família, 23 eren segones residències i 21 estaven desocupats. 430 eren cases i 16 eren apartaments. Dels 403 habitatges principals, 302 estaven ocupats pels seus propietaris, 96 estaven llogats i ocupats pels llogaters i 5 estaven cedits a títol gratuït; 1 tenia una cambra, 12 en tenien dues, 65 en tenien tres, 99 en tenien quatre i 226 en tenien cinc o més. 347 habitatges disposaven pel capbaix d'una plaça de pàrquing. A 176 habitatges hi havia un automòbil i a 201 n'hi havia dos o més.

### Piràmide de població
La piràmide de població per edats i sexe el 2009 era:
| Homes | Edats   | Dones |
| ----- | ------- | ----- |
| 0     | 95 o +  | 0     |
| 0     | 90 a 94 | 8     |
| 4     | 85 a 89 | 12    |
| 8     | 80 a 84 | 12    |
| 8     | 75 a 79 | 20    |
| 32    | 70 a 74 | 28    |
| 24    | 65 a 69 | 32    |
| 24    | 60 a 64 | 24    |
| 28    | 55 a 59 | 20    |
| 8     | 50 a 54 | 24    |
| 16    | 45 a 49 | 12    |
| 40    | 40 a 44 | 36    |
| 68    | 35 a 39 | 36    |
| 44    | 30 a 34 | 48    |
| 16    | 25 a 29 | 32    |
| 0     | 20 a 24 | 8     |
| 16    | 15 a 19 | 40    |
| 36    | 10 a 14 | 36    |
| 44    | 5 a 9   | 52    |
| 24    | 0 a 4   | 36    |

## Economia
El 2007 la població en edat de treballar era de 643 persones, 496 eren actives i 147 eren inactives. De les 496 persones actives 449 estaven ocupades (255 homes i 194 dones) i 46 estaven aturades (15 homes i 31 dones). De les 147 persones inactives 51 estaven jubilades, 53 estaven estudiant i 43 estaven classificades com a «altres inactius».

### Ingressos
El 2009 a Chanzeaux hi havia 426 unitats fiscals que integraven 1.110 persones, la mediana anual d'ingressos fiscals per persona era de 15.815,5 €.

### Activitats econòmiques
Dels 44 establiments que hi havia el 2007, 1 era d'una empresa alimentària, 6 d'empreses de fabricació d'altres productes industrials, 5 d'empreses de construcció, 5 d'empreses de comerç i reparació d'automòbils, 7 d'empreses d'hostatgeria i restauració, 1 d'una empresa d'informació i comunicació, 1 d'una empresa financera, 1 d'una empresa immobiliària, 12 d'empreses de serveis, 1 d'una entitat de l'administració pública i 4 d'empreses classificades com a «altres activitats de serveis».
Dels 8 establiments de servei als particulars que hi havia el 2009, 1 era un taller de reparació d'automòbils i de material agrícola, 1 paleta, 1 guixaire pintor, 1 fusteria, 2 lampisteries, 1 perruqueria i 1 restaurant.
L'únic establiment comercial que hi havia el 2009 era una fleca.
L'any 2000 a Chanzeaux hi havia 66 explotacions agrícoles que ocupaven un total de 2.050 hectàrees.

## Equipaments sanitaris i escolars
El 2009 hi havia 2 escoles elementals.

## Poblacions més properes
El següent diagrama mostra les poblacions més properes.